# パノス・DP01
パノス・DP01 (Panoz DP01) は、アメリカのコンストラクターメーカーパノス傘下のエラン・モータースポーツ・テクノロジーが開発したフォーミュラカー。2007年から2008年ロングビーチグランプリまでチャンプカー・ワールド・シリーズで使用された。

## 概要

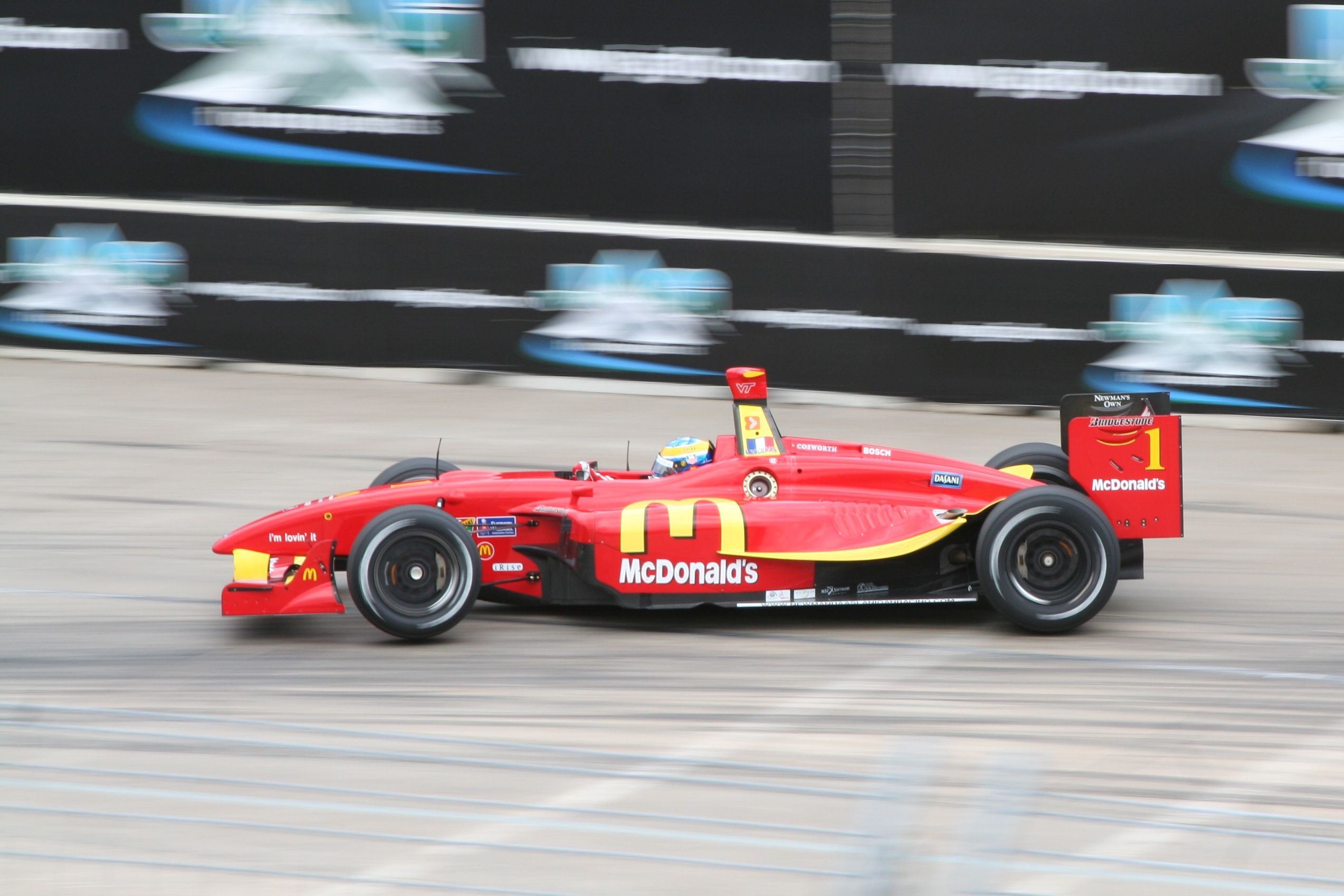
セバスチャン・ボーデが駆るDP01

DP01は、既存のチャンプカーよりも安全で、他の車と接近戦をしながらも空力への依存度が低いように開発された。重量1,460ポンドのDP01は、ローラよりも105ポンド軽く、9インチ短い。エンジンは950馬力のコスワース XFE 2.650 cc V8 ターボを搭載。0から60mphまで2.2秒、0から100mphまで4.2秒で加速し、最高速度は約240mphだった。
パノスは、アンダーボディからのダウンフォースの増加など、以前のローラ車から多くの変更が加えられた。時速200マイル (320km/h)でのダウンフォース5,500ポンド (2,500kg)の約60%は、車の底部から発生し、空気を誘導して車に追加のダウンフォースを発生させ、結果的にレーストラックに吸い込むことによって実現。これにより、高速での故障時にフロントウィングとリアウィングへの依存度が低くなった。
以前の車からのもう一つの大きな変更点は、ノーズが隆起し、フロントウィングよりさらに上に移動され、車体の下部のより多くの空気を得るようになった。また、ノーズが高くなったことで、壁や他の車との正面衝突した際にドライバーにとってより安全な環境を作り出した。ドライバーは背中の怪我を軽減し、HANSデバイスの使用をより適切に考慮し、ローラ車よりも直立した姿勢で座るようになった。
チャンプカーは、シャシーとスペアパーツの購入コストを下げることで、新しい車を購入しなければならず、既存のシャシーを再利用できないチームの財政的圧力を軽減することを目指していた。価格は現行のローラ車では約45万ドルだったが、DP01は29万5千ドルだった。スペアパーツの価格も約30%安く、ギアボックスは11万ドルではなく4万5千ドル、ノーズアセンブリ一式の価格は3万3千ドルではなく1万6千ドルに設定された。
2006年9月24日、第12戦ロード・アメリカで正式に公開。レース前にロベルト・モレノがドライブし、デモンストレーションラップを走行した。

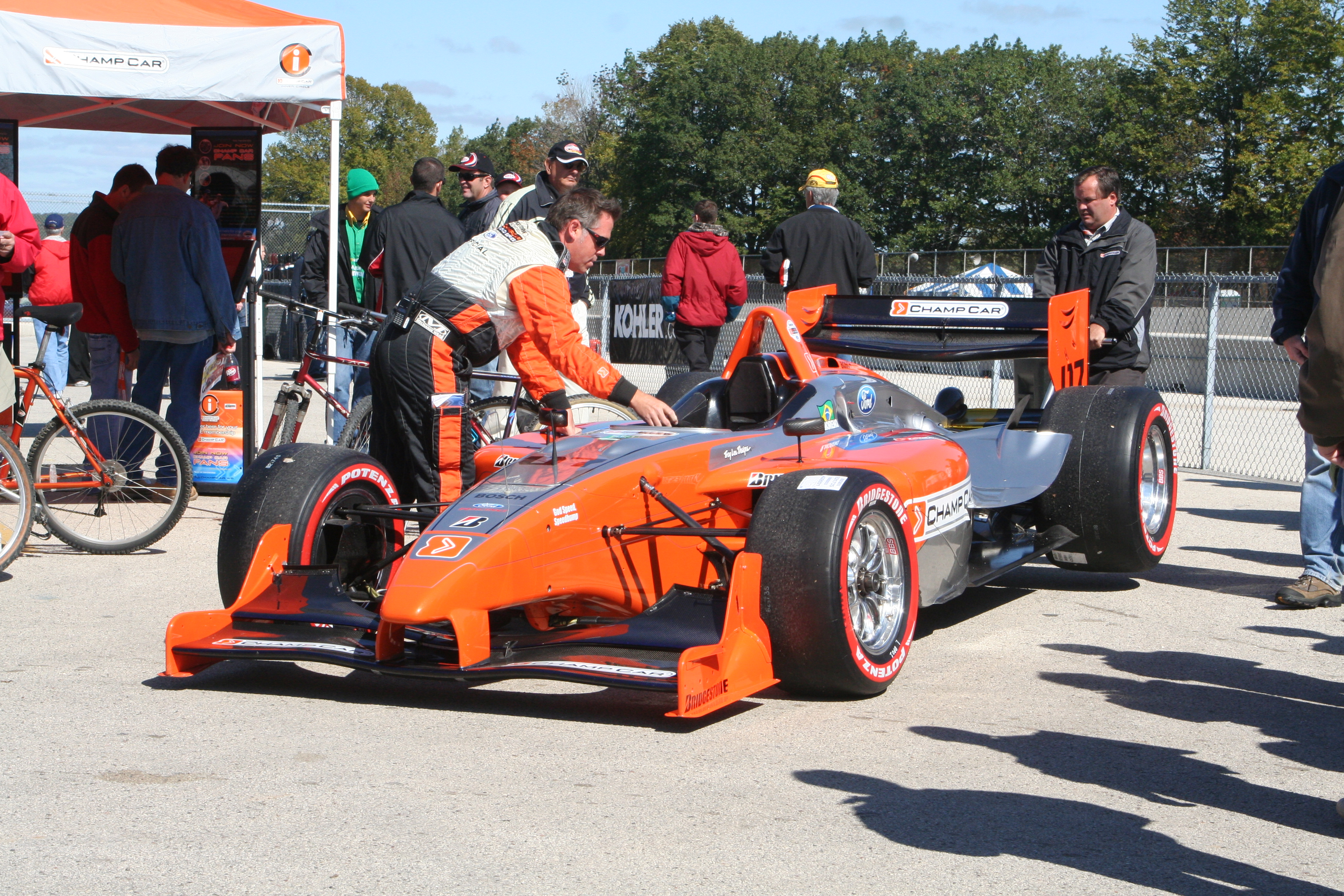
パノス・DP01（オリジナル塗装）
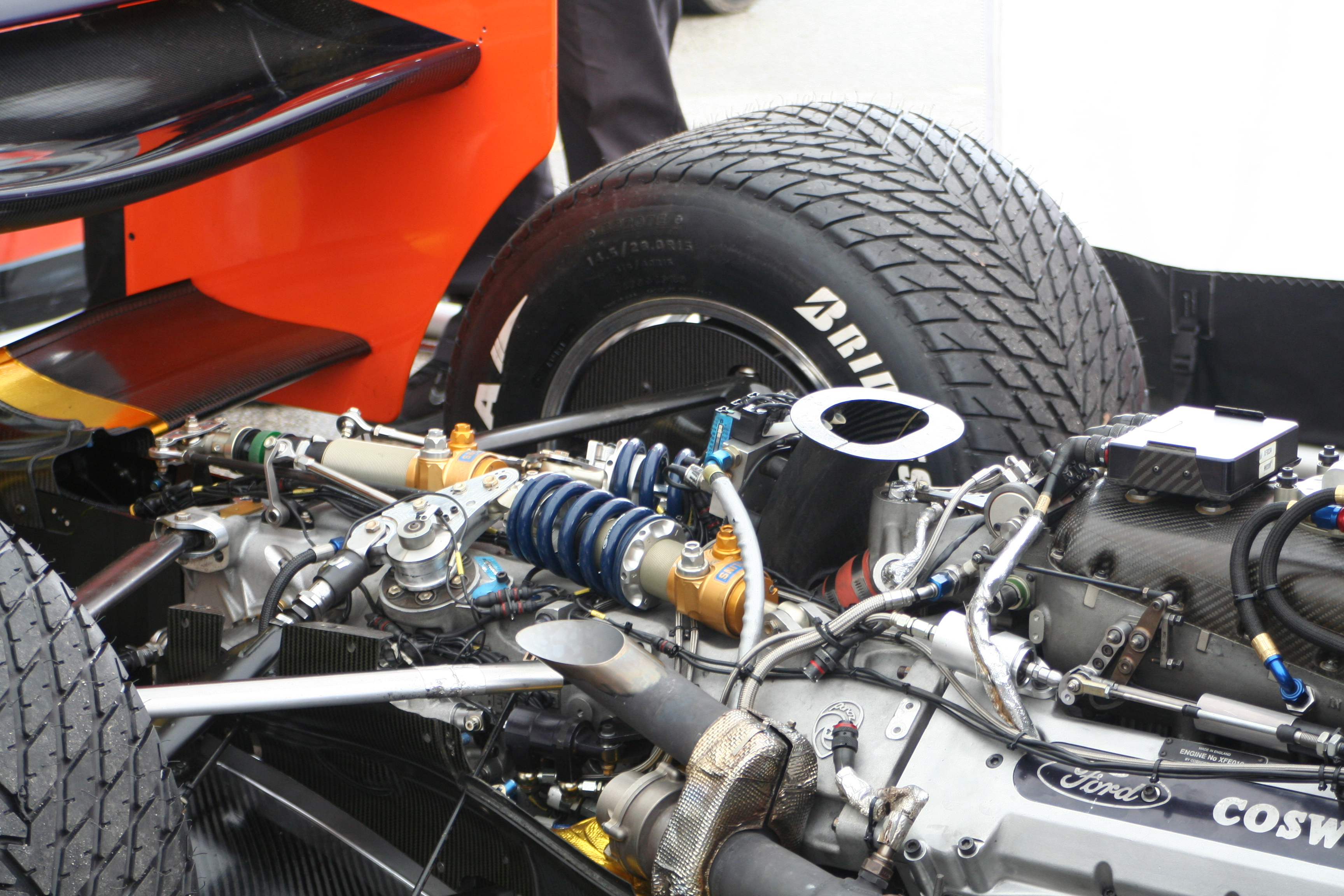
DP01に搭載されたコスワース・XFEエンジン
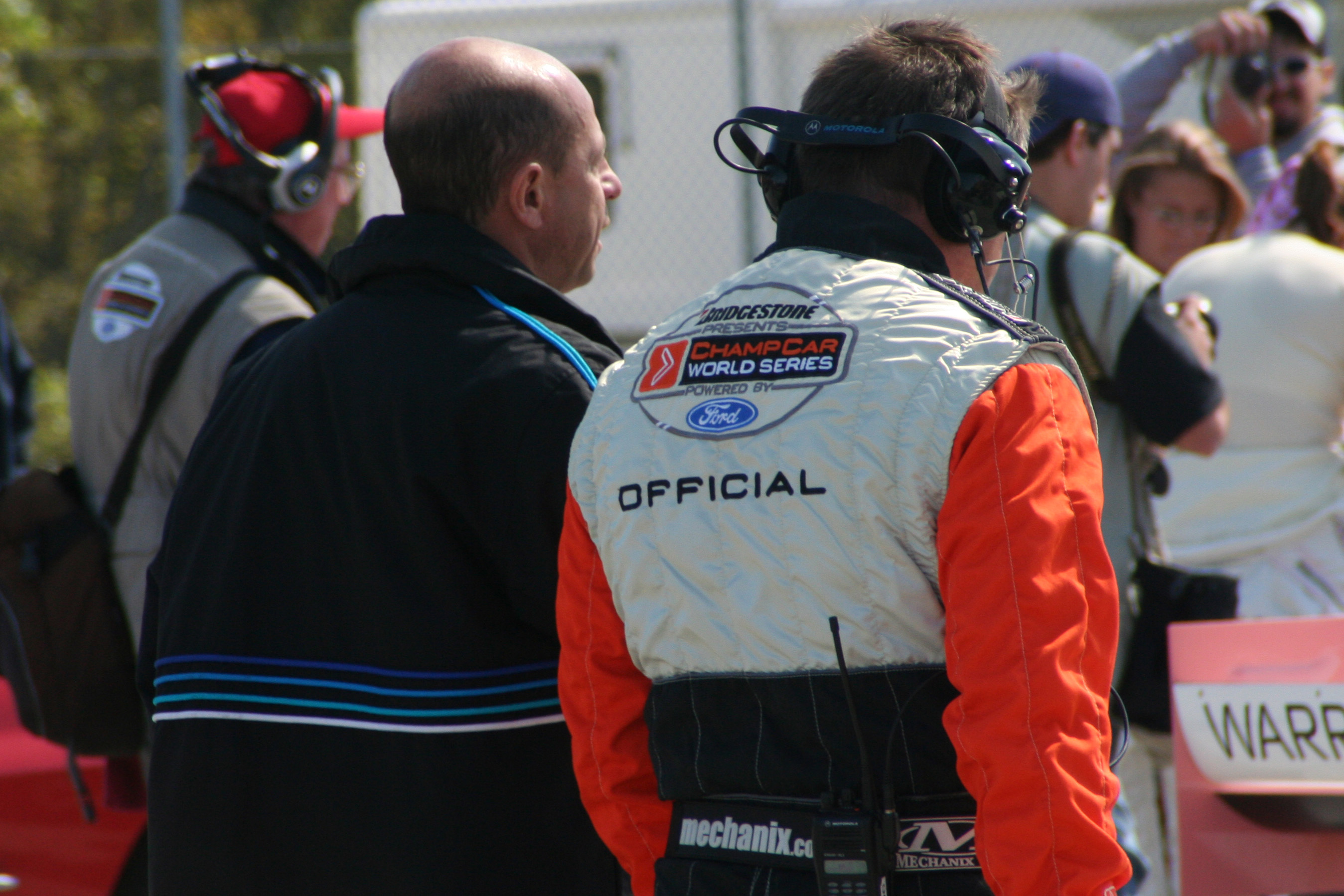
デモランを担当したロベルト・モレノ

## デビュー
最初のチャンプカー・オープンテストは2007年1月23日 - 25日にセブリング・インターナショナル・レースウェイ、2回目は2月12日 - 13日にMSR・ヒューストン、3回目は3月9日 - 10日にマツダ・レースウェイ・ラグナ・セカで行われた。2007年4月8日の開幕戦ラスベガスグランプリでデビューし、チーム・オーストラリアのウィル・パワーが初ポールおよび初優勝を飾った。

## 最後のレース
2008年2月、チャンプカーのインディ・レーシング・リーグ (IRL)への売却が成立した。IRLはイタリアのコンストラクターメーカー・ダラーラ製のシャシーをベースにした独自の仕様を採用していたため、DP01は約1年間のレース活動を経てチャンピオンシップレースから引退した。2008年4月に開催されたロングビーチグランプリは「チャンプカー・フィナーレ」と題し、参加者全員で使用された。チャンプカーがインディカーに統合されると、パノスはGF09シャシーの代替として、インディカーの自然吸気エンジン用に中央吸気口を備えた楕円形のDP01の風洞模型を作成したが、量産シャシーは製造されなかった。

## 現在

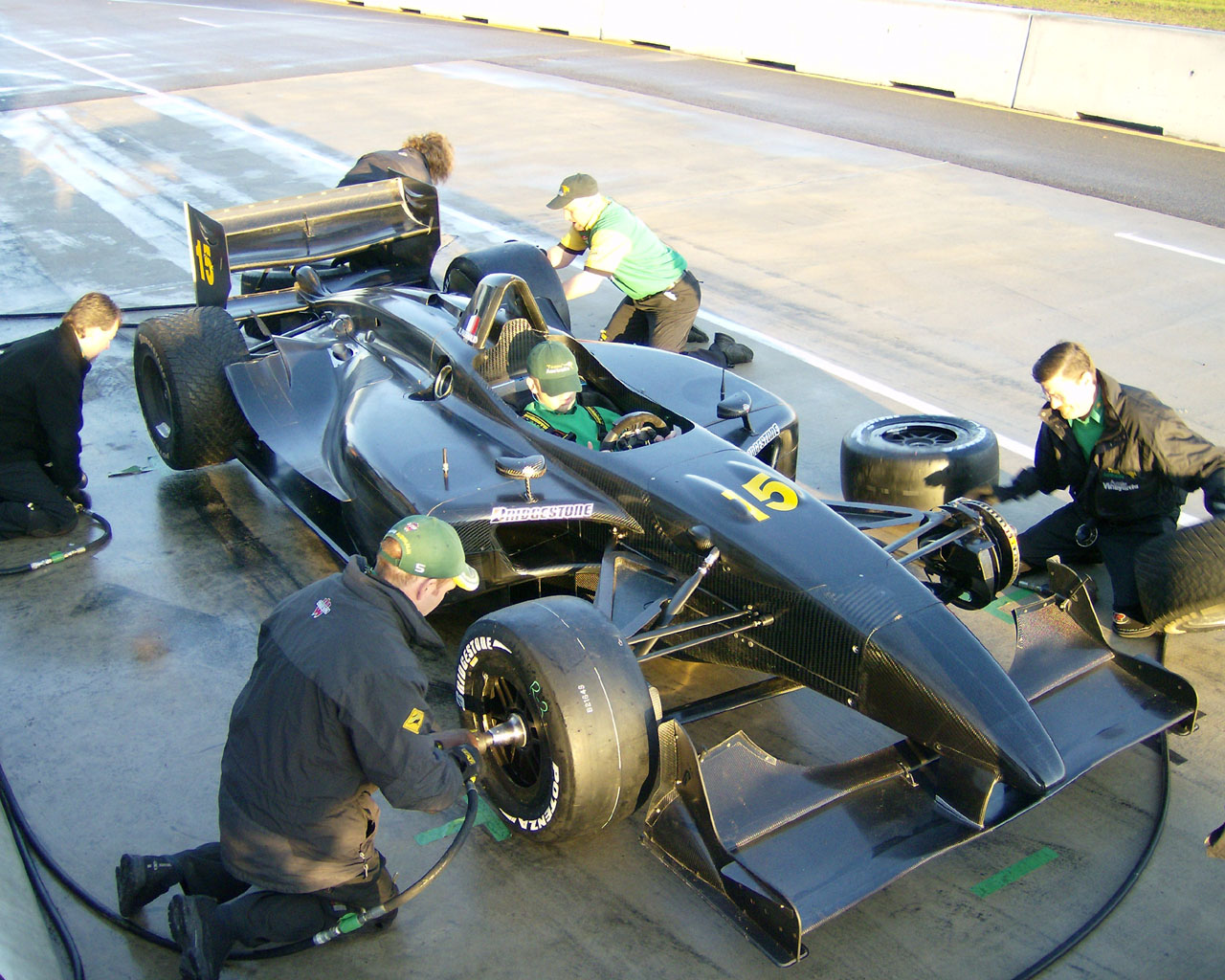
カーボンファイバーカーブで塗装されたDP01（2007年MSR・ヒューストンのオープンテストにて）

DP01の製造は終了したが、エラン・モータースポーツ・テクノロジーは、自然吸気のメナード製4.2 V12エンジンを搭載したスーパーリーグ・フォーミュラ用のパノス・DP09シャシーのモデルとして使用された。
ほとんどのチャンプカーチームが所有していたDP01は、アメリカやその他の地域のプライベーターに売却された。2010年に使用された2つのマシンはBOSS GPで使用され、ヘンク・デ・ブールとピーター・ミラベックがドライブした。
元アトランティック・チャンピオンシップ会長のベン・ジョンストンも複数のDP01を所有しており、GreenPrixUSAと呼ばれる新しいマルチクラスオープンホイールレースシリーズに参戦する予定だったが、トラックとエンジンの問題の可能性のため延期された、2016年現在、ジョンストンは離婚によりレース資産を清算を余儀なくされた。